# Lemelerberg

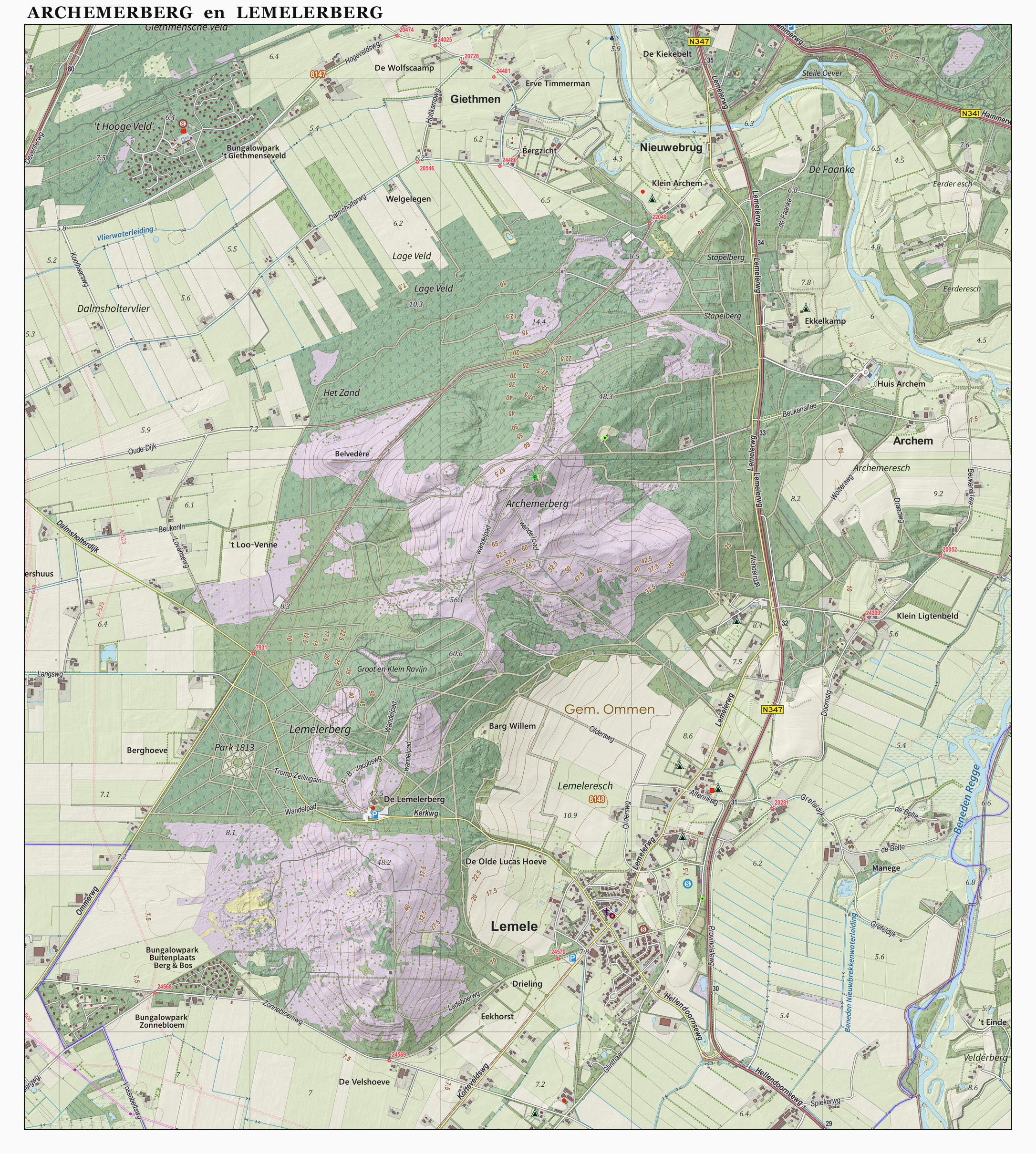
Lemelerberg en Archemerberg, topografie

Natuurgebied Lemelerberg bestaat uit een stuwwal die zich ten westen van het Overijsselse Lemele en ten noordoosten van Lemelerveld bevindt. Het gedeelte dat Lemelerberg heet is ruim 60 meter hoog. Met 77,9 m is de aan de noordzijde van het gebied gelegen Archemerberg het hoogste deel van de stuwwal. Ten oosten van het natuurgebied loopt de N347 (Ommen - Hellendoorn/Nijverdal - Rijssen). Aan de westzijde loopt de Oude Raalterweg die later overgaat in de Ommerweg.

## Geologie en landschap
De stuwwal met de Lemelerberg en de Archemerberg is ontstaan in de voorlaatste ijstijd, het Saalien. Ook de Sallandse heuvelrug en andere heuvels in de omgeving zijn toen ontstaan. Het oprukkende landijs heeft grote hoeveelheden bevroren zand, grind en klei, voornamelijk door rivieren gedeponeerd, voor zich uitgestuwd en als grote schubben dakpansgewijs op elkaar gestapeld. Het door het ijs meegevoerde materiaal, de grondmorene, keileem met veel zwerfstenen uit Scandinavië, kan men langs de rand van de stuwwal vinden. Op veel plaatsen is de keileem geërodeerd, waardoor een bestrooiing van stenen is overgebleven.
Ten noordwesten van de stuwwal komen stuifzandgebieden voor. De zandverstuivingen zijn vooral het gevolg van menselijke
activiteiten, zoals branden, kappen, plaggen en steken, waardoor gemakkelijk verstuiving optrad en het zand tot duinen opwaaide. Langs de flanken van de hoge stuwwal is op deze manier een nieuw reliëf ontstaan.
De stuwwallen bij Lemele zijn gaaf van vorm en zeer representatief voor het glaciale landschap in Nederland.
Het natuurgebied de Lemelerberg is een divers gebied, bestaande uit bos en heide. In het natuurgebied zijn een aantal wandelroutes. Deze wandelroutes worden onderhouden door de provincie Overijssel. In het gebied komt onder meer de mierenleeuw voor.
Op de top van de Lemelerberg bevindt zich een zeer grote zwerfkei, de Dikke Steen. Vroeger dacht men wel dat dit vast gesteente was. Tussen de beide wereldoorlogen heeft men de steen grotendeels uitgegraven en zodoende is vastgesteld dat het om een zwerfkei gaat, ingebed in grof materiaal.
Sinds de aankoop van Park 1813 in 2001 beheert Landschap Overijssel het gehele natuurgebied op de stuwwal.

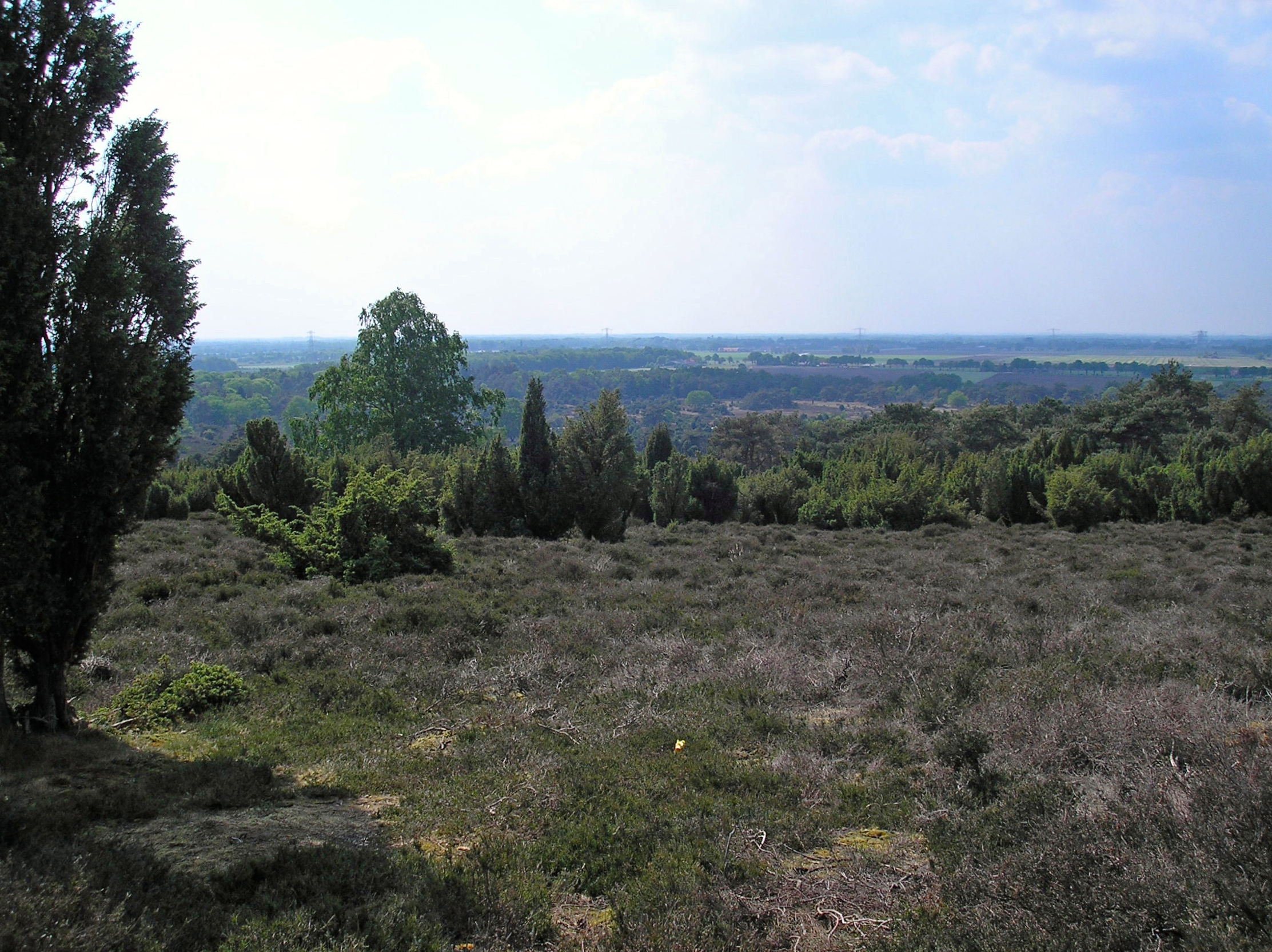
Zicht van af de Lemelerberg
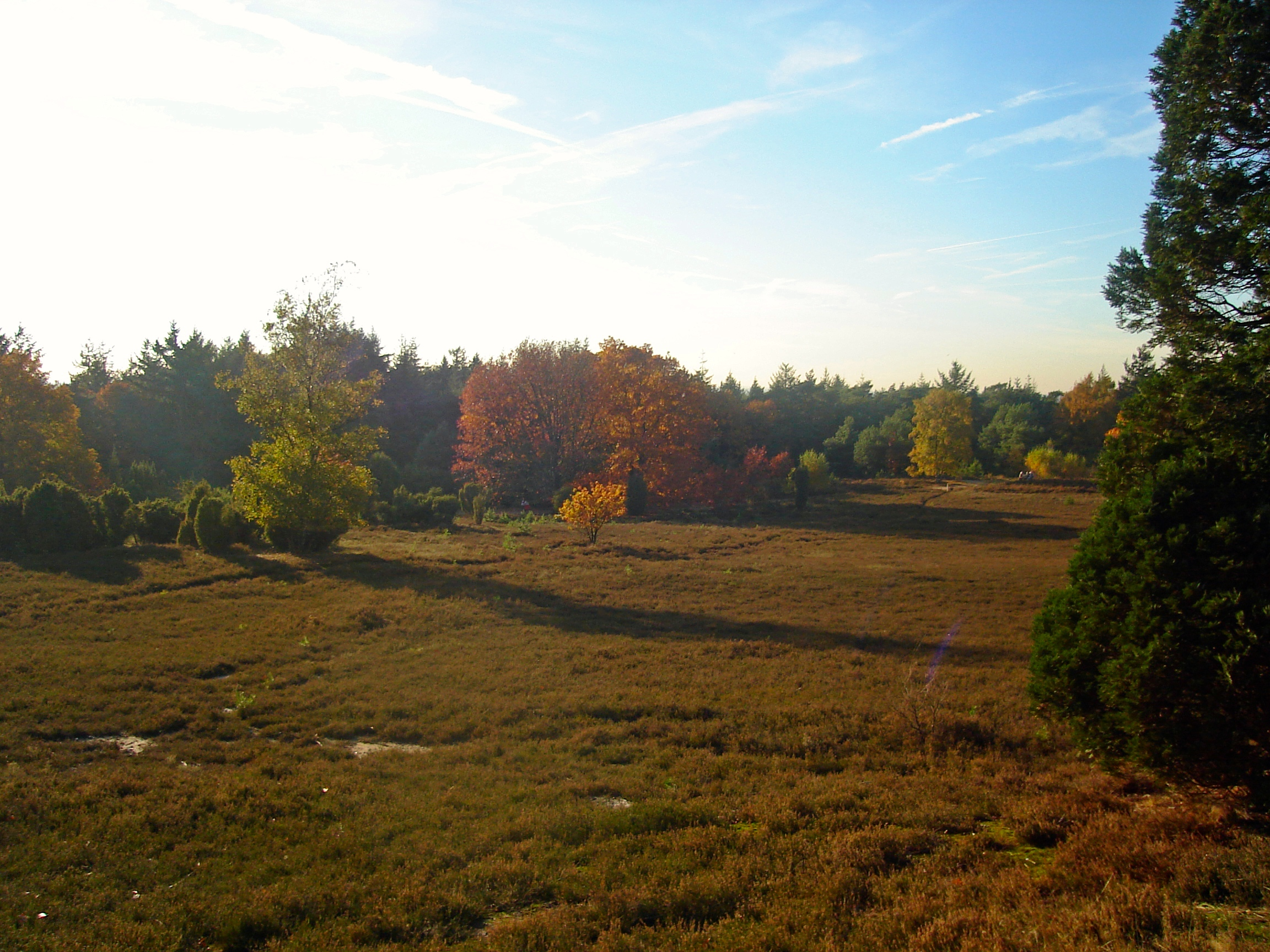
Natuurgebied Lemelerberg
- Bioscoopjournaal uit 1963. Vanwege het uitzonderlijke winterweer worden op de Lemelerberg de Overijsselse kampioenschappen skiën gehouden.